# Wilfried Wesch
Wilfried Wesch (* 7. Juli 1940 in Mannheim) ist ein ehemaliger deutscher Geher.
Im 20-km-Gehen kam er bei den Europameisterschaften 1971 in Helsinki auf Rang 20 und belegte bei den Olympischen Spielen 1972 in München den 16. Platz.
1971 wurde er Deutscher Meister im 20-km-Gehen. Im selben Jahr wurde er Deutscher Hallenmeister im 10.000-Meter-Gehen.
Wilfried Wesch startete für Eintracht Frankfurt.